# Plastika Nový věk
Nový věk, nazývaný také Nová doba či lidově Vykopnutý nebo Vykopnutý zákazník, je exteriérová ocelová plastika v části Místek města Frýdek-Místek v Moravskoslezském kraji. Nachází se také na Moravě a v nížině Ostravská pánev.

## Historie a popis
Plastika Nový věk byla postavena v roce 1981 na Janáčkově ulici a jejími autory jsou akademický sochař Rudolf Svoboda (1924–1994) a architekt a sochař Jan Chválek (1925–1982). Ztvárňuje abstraktním způsobem kosmonauta ve skafandru a s helmou na hlavě, který je odlitý z nerezové oceli a umístěn na vysokém štíhlém sloupu z konstrukční oceli. Kosmonaut je v horizontální poloze, jež připomíná beztížný stav. Původní název díla je Nový věk, resp. Nová doba, avšak místní občané jej přejmenovali na populárnějí Vykopnutého či Vykopnutého zákazníka, protože dráha letu kosmonauta směřuje ke dveřím tehdejšího obchodu. Dílo bylo vytvořeno ve stylu socialistického realismu na podkladě konkursu v roce 1978 a jeho investorem byl bývalý Krajský investorský útvar Ostrava.

## Další informace
Dílo je celoročně volně přístupné.

## Galerie

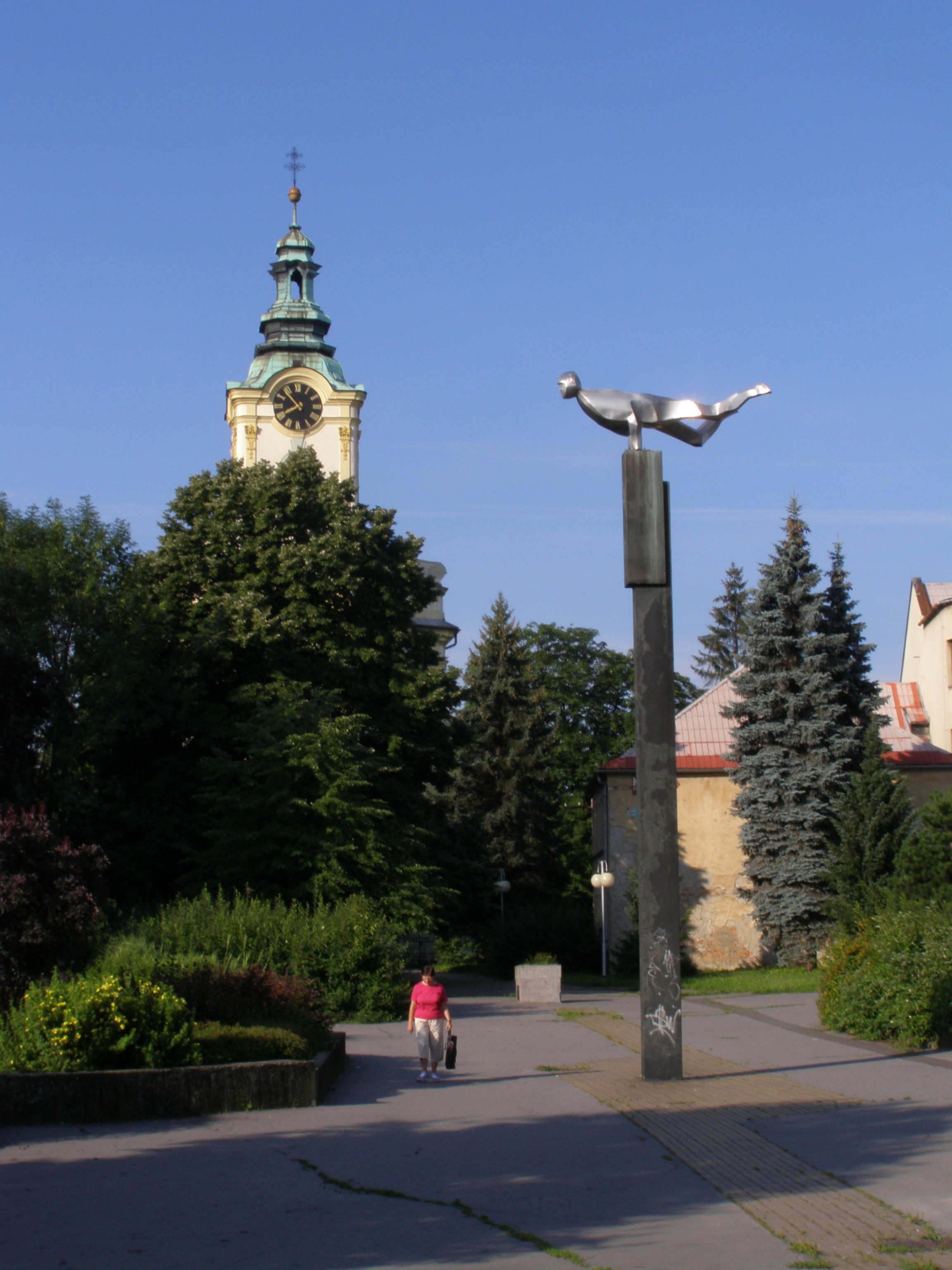
Plastika v létě
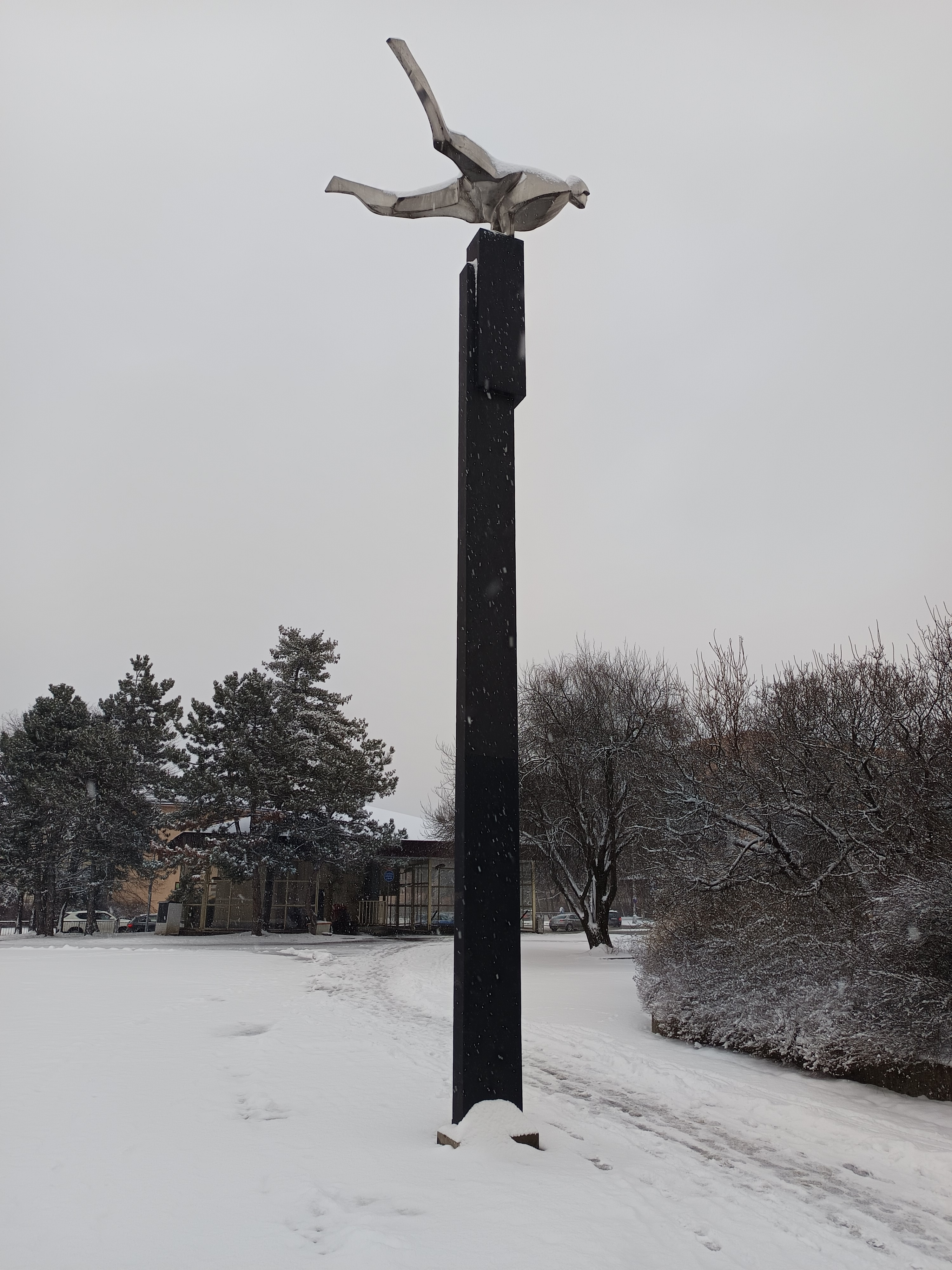
Plastika v zimě
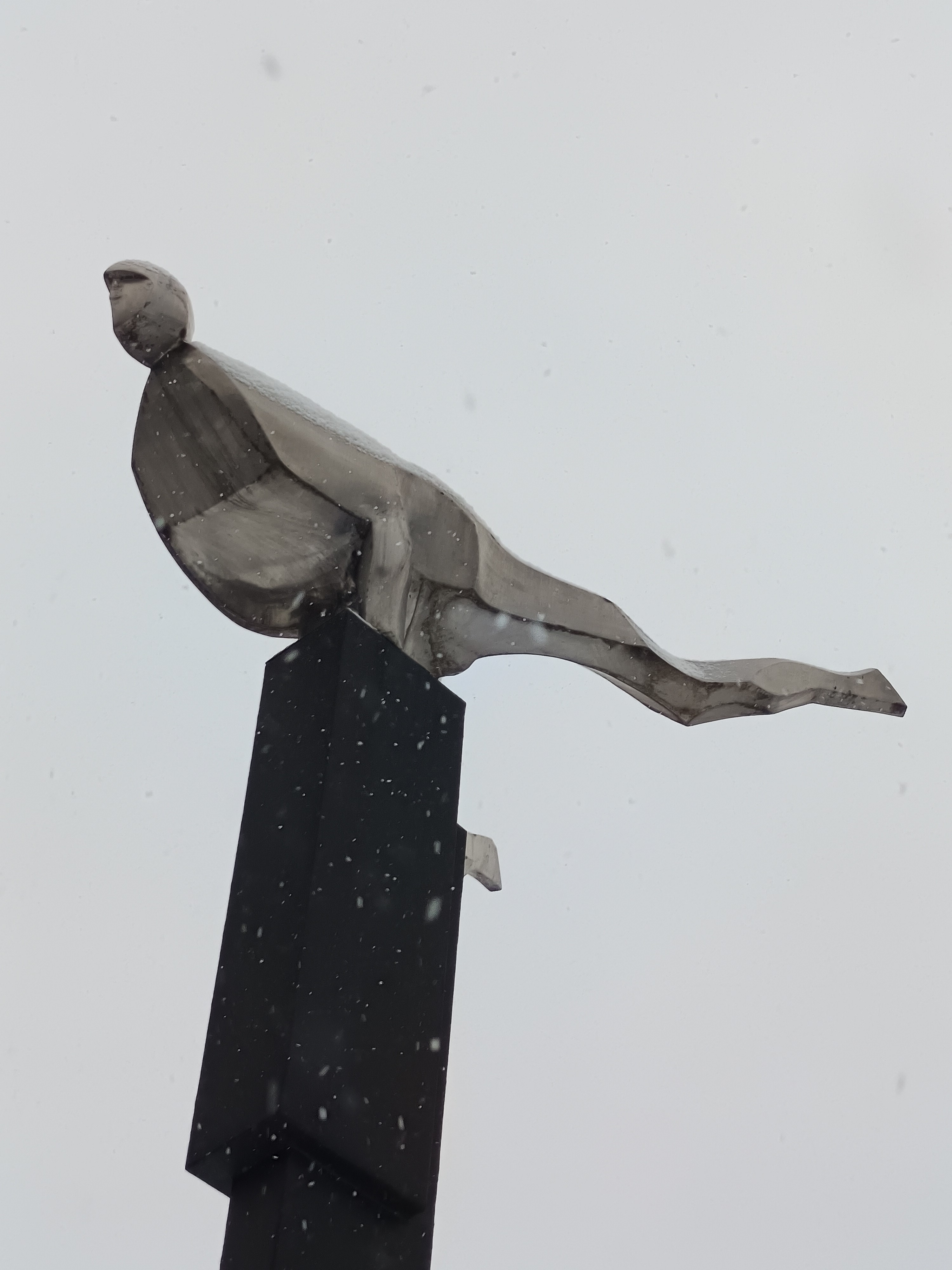
Detail díla
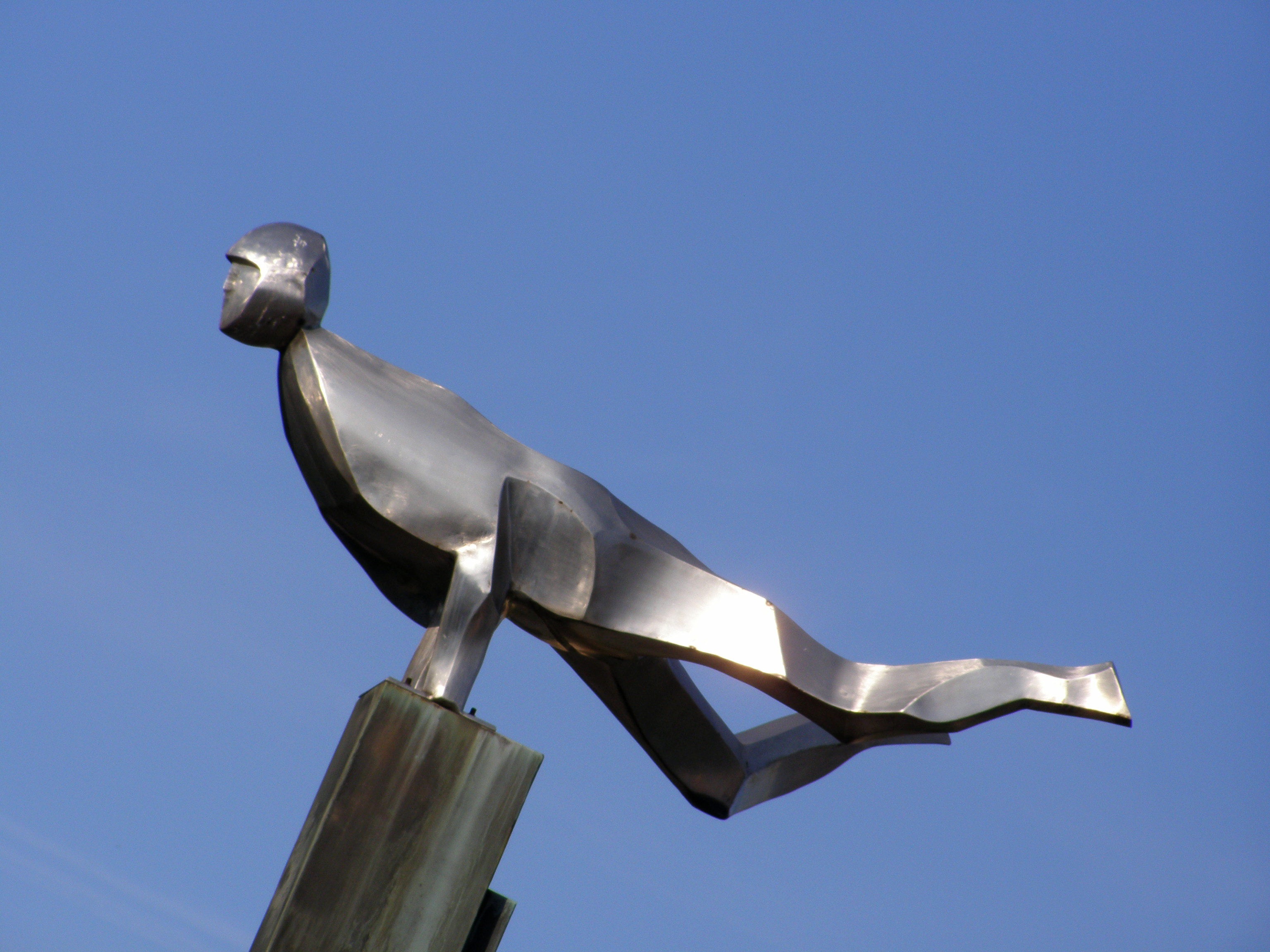
Detail díla